# Laura Nicholls
Laura Nicholls González (Santander, 26 de febrero de 1989) es una jugadora de baloncesto que juega en el Club Baloncesto Némesis Santander de la Primera Nacional Femenina. 
Con la selección femenina de baloncesto de España fue medallista olímpica en los Juegos Olímpicos de Río 2016, dos veces medallista mundial (2010 y 2014) y tres veces campeona de Europa (2013, 2017 y 2019).

## Trayectoria
Es hija de Alfonso Nicholls, exjugador y exentrenador del Club Balonmano Colindres, y se dedicó al balonmano en su juventud. Al no haber equipo femenino en su club, se pasó al baloncesto.
En la temporada 2002-03, Laura, como cadete, jugó en la Asociación Deportiva Amide de Camargo (Cantabria), y en 2004, como junior, fichó durante un año por el Segle XXI, centro formativo promovido desde la Federación Catalana de Baloncesto.

### Segle XXI
La temporada 2004-05 disputó con el mismo equipo la Liga Femenina 2 de Baloncesto de España. En su primera temporada disputó 20 encuentros, con una media de 28 minutos, 9,3 puntos y 9 rebotes por partido. Su equipo acabó la liga en 15.º lugar de la clasificación. En la temporada 2005/06 disputó 22 partidos, con una media de 28 minutos, 10,1 puntos y 12,1 rebotes por partido. Finalmente quedaron en 19.º lugar. En la temporada 2006/07 los resultados del equipo fueron aún peores ya que terminaron en 25.º lugar, y tuvieron que disputar el play-off de descenso. Laura disputó 26 partidos de liga regular, con una media de 31 minutos, 10,3 puntos, y 12,3 rebotes por partido. En el play-off sus números fueron aún mejores, disputó tres partidos con una media de 35 minutos, 12 puntos y 14 rebotes por partido.

### Real Club Celta Indepo
En la temporada 2007-08 fichó por el Real Club Celta Indepo, que estaba patrocinado por Vigourbán. Habían tenido varias bajas, pero ficharon jóvenes promesas como Laura, Maja Miljkovic, Mónica Jorge o Dragana Svitlica, manteniendo un bloque joven para mantenerse en la élite del baloncesto femenino. Se clasificaron para la fase final de la Copa de la Reina, donde fueron eliminadas en cuartos de final. En dicho partido anotó 16 puntos y recuperó 9 rebotes en los 37 minutos que estuvo en la cancha. En la liga regular fueron sextas, y Laura jugó todos los encuentros. Anotó una media de 8,8 puntos y recuperó 8,1 rebotes en los 30 minutos que jugó de media. En el play-off se jugaban un puesto en la EuroCup, pero perdieron contra el Extrugasa de Villagarcía de Arosa los dos partidos. Para terminar la temporada fue incluida en la selección nacional absoluta para los Juegos Olímpicos de Pekín 2008, con tan solo 19 años. 
En la temporada 2008-09 el Celta tuvo problemas con el principal patrocinador, aunque finalmente consiguieron otros como Indepo, Viaxes Sant Yago y Plexus, lo que permitió mantener el equipo. En la liga regular disputó los 26 encuentros, en los cuales anotó una media de 7,2 puntos, recuperó 6 rebotes en los 25 minutos que dispuso. Se clasificaron también para la Copa de la Reina. Disputó dos partidos, anotando 5 puntos y recuperando 7,5 rebotes de media en ambos en los 19 minutos que disputó.

### Hondarribia Irún
La temporada 2009-10 la disputó con el Hondarribia Irún, con el cual jugó 25 partidos, con una media de 23 minutos por partido.  Anotó 5,4 puntos, y capturó 5,7 rebotes por partido. Su equipo terminó en undécima posición de la liga regular con 8 partidos ganados y 18 perdidos.

### Rivas Ecópolis
En la temporada 2010/11 fichó por el Rivas Ecópolis junto con Amaya Valdemoro. En la liga regular terminó en cuarto lugar tras Perfumerías Avenida, Ros Casares Valencia y Mann Filter Zaragoza. Disputó los 26 encuentros de liga con una media de 17 minutos, 3,5 puntos y 3,4 rebotes por partido. En el play-off se enfrentaron a las primeras clasificadas, y fueron derrotadas por dos partidos a cero (69–65 y 60–66). Disputó ambos encuentros con una media de 20 minutos, 2 puntos y 5 rebotes. En 2011 jugó la Copa de la Reina, dando la sorpresa en las semifinales al eliminar al Perfumerías Avenida de Salamanca, donde Laura anotó 14 puntos. En la final volvieron a sorprender al favorito al título (59-63), el Ros Casares Valencia, y consiguió el primer título de la historia para su equipo (anotó 3 puntos). En abril de 2012 se anunció que seguiría en el Rivas Ecópolis las tres siguientes temporadas, hasta 2015. Este año disputó por primera vez una competición europea, la Euroliga Femenina. Ganaron 5 partidos y perdieron otros 5 en el grupo B de la liga regular para pasar a la siguiente ronda como terceras de grupo. Sin embargo perdieron en los octavos de final ante el UMMC Ekaterinburg por 63–58 y 83–74.
En la temporada 2011/12 disputó por primera vez la Supercopa de España de baloncesto femenino que se celebró en Salamanca. Su rival fue el campeón de liga, el Perfumerías Avenida Baloncesto y perdieron por 77 a 65. Disputó 37 minutos del partido, anotando 6 puntos y capturando 13 rebotes. En la liga regular disputó 25 partidos, con una media de 22 minutos, 6,9 puntos y 7,2 rebotes por partido. Su equipo quedó en 4.º lugar, por detrás de Ciudad Ros Casares Valencia, Perfumerías Avenida y Uni Girona Club, clasificándose para el play-off, donde perdió ante el primero en dos partidos. Laura disputó los dos encuentros con una media de 25 minutos, 5,5 puntos y 6,5 rebotes por partido. En la Copa de la Reina se disputó el campeonato con las cuatro primeras clasificadas. En las semifinales se encontraron nuevamente con el Ros Casares y perdieron por 61 a 51, con un gran encuentro de Laura que fue la máxima anotadora de su equipo con 13 puntos. Nuevamente disputó la Euroliga Femenina, donde fueron cuartas del grupo C con 8 victorias y 6 derrotas. En la siguiente fase se enfrentaron al Bourges Basket y ganaron en tres partidos. En la siguiente fase se disputó una final a ocho, donde las primeras clasificadas de cada grupo pasaba a la final. El Rivas ganó sus tres encuentros, ante el Fenerbahçe, el Galatasaray Medical Park y el Beretta Familia para acceder a la final ante el Ros Casares. En la final disputada en Estambul el Ros Casares se impuso por 52 a 65.
En febrero de 2013 el Rivas Ecópolis anunció que Laura abandonaba el club por motivos personales para volver a Santander. Pocos días después el club anunció la contratación de Anna Vadja para sustituirla. A pesar de esta situación, a comienzos de marzo volvió a la disciplina del club, y ganó la Copa de la Reina una semana después, tras derrotar al Perfumerías Avenida de Salamanca por 83-62. En la Euroliga fueron cuartas del grupo A con 6 victorias y 6 derrotas, pero fueron eliminadas en la siguiente ronda por el PF Schio. En abril de 2014 ganó su primer título de liga, siendo MVP de la final.

### Agü Spor Kulübü
En mayo de 2014, y siguiendo los pasos de otras de las estrellas del baloncesto femenino español, anuncia que deja la liga nacional y se marcha a jugar a partir de la próxima temporada al extranjero, más concretamente a la liga turca, enrolándose en las filas del Agü Spor Kulübü.

### Perfumerías Avenida
Tras fichar por el equipo de Salamanca, ganó la Copa de la Reina en Zaragoza ante el Spar CityLift Girona por 76 a 62.

### Nadehzda Orenburg
Tras unos meses de descanso por primera vez en su carrera, fichó por el Nadezhda Oremburgo ruso al que llevó a hacer la mejor temporada de su historia compartiendo plantilla con Sandra Ygueravide y el técnico español Víctor Lapeña. Juntos conquistaron el primer título internacional de la historia del club logrando la Copa Europea Femenina de la FIBA y realizando un gran papel en la liga y copa Rusa donde solo fueron superados por Ekaterimburgo y Kursk, campeón y subcampeón de la EuroLeague.

### Fenerbahçe
Al año siguiente fichó por el Fenerbahçe turco, donde se encontró de nuevo con Víctor Lapeña en el banquillo. Junto al técnico zaragozano la jugadora cántabra firmó una de las mejores temporadas del club hasta que la competición fue interrumpida por la pandemia de enfermedad por coronavirus.

### Zaragoza
En junio de 2020 decidió fichar por el Casademont Zaragoza. Sin embargo, en febrero de 2021 y tras 26 encuentros con el equipo, llegó a un acuerdo para rescindir su contrato y regresar al Fenerbahçe turco.

### Retirada temporal
En mayo de 2021 anunció que no acudiría a la concentración de la selección nacional y que se retiraba temporalmente de la canchas. Una retirada que, meses después, dio por definitiva.
Se presentó en la candidatura del PRC al ayuntamiento de Santander en las elecciones municipales de 2023. Resultó elegida, pero renunció al acta de concejal.

### Leganés
En octubre de 2023 anunció su vuelta a la competición en las filas del Basket Leganés, de la Liga Femenina Challenge.

### Debut en el balonmano nacional
En septiembre de 2024 se anunció su fichaje por el Uneatlántico Pereda de la División de Honor Oro de balonmano.

### Regreso al baloncesto en su tierra
El 23 de febrero de 2025, Laura regresó a las canchas y debutó con victoria en el primer equipo del Club Baloncesto Némesis Santander, una entidad deportiva de baloncesto femenino vinculada a Cantbasket 04. En este partido, jugó por primera vez con un club cántabro en una competición nacional. Laura Nicholls tuvo su debut en la victoria del equipo santanderino, que se impuso 52-68 al equipo vallisoletano Geprecon Cumbers CDSI.

## Selección nacional

### Categorías inferiores
En 2004 disputó el Campeonato Europeo sub-16 que se disputó en Italia. En los cuartos de final fueron primeras de grupo ganando los tres encuentros ante Serbia y Montenegro, Francia y Turquía. En las semifinales se impusieron a Bielorrusia y finalmente ganaron la final ante Serbia y Montenegro por 58-52. Al año siguiente volvió a participar en el Campeonato Europeo sub-16, en esta ocasión en Poznan, Polonia. En los cuartos de final perdieron el primer partido ante Francia, pero ganaron los dos siguientes ante Ucrania y Rusia. En la semifinal se enfrentaron ante Turquía, y ganaron 51 a 49. Laura fue titular y anotó 4 puntos. La final volvía a enfrentar a España con Francia, que había ganado en los cuartos de final 64-69. En esta ocasión, sin embargo, España fue muy superior imponiéndose por 74-65.
En 2006 formó parte de la selección española que disputó el Campeonato Europeo sub-18 celebrado en Tenerife. En los cuartos de final se impusieron en los tres partidos que disputaron ante Francia, Hungría y la República Checa. En semifinales se enfrentaron a Suecia, a la que vencieron por 64-45 con 8 puntos de Laura. En la final se enfrentaron a Serbia y Montenegro, a las que vencieron por 78-74 con 4 puntos de Laura. Al año siguiente volvió a participar en el Campeonato Europeo sub-18, en esta ocasión celebrado en Novi Sad, Serbia. En los cuartos de final ganaron el primer encuentro ante Lituania, perdieron ante Francia el segundo y en el tercero y definitivo ganaron a Rusia por 39-76, con 5 puntos de Laura. En las semifinales se enfrentaron a Polonia que habían sido segundas en el otro grupo, y vencieron por 71-66, con 15 puntos de Laura. En la final se enfrentaron a Serbia, que también había ganado todos sus partidos y perdieron por un contundente 48-72 con 6 puntos de Laura.
Ese mismo año participó en el Campeonato del Mundo sub-19 celebrado en Bratislava. Alcanzaron los octavos de final, donde ganaron a China y Lituania, y perdieron ante Estados Unidos. Pese a dicho revés se clasificaron para los cuartos de final, donde ganaron a Australia por 72-69. En las semifinales volvieron a encontrarse con Estados Unidos, y volvieron a perder por 69-46, disputando el tercer y cuarto puesto, que también perdieron ante Serbia por un igualado 52-50. Laura promedió 5,6 puntos y 10,3 rebotes por partido.

### Categoría absoluta
Debutó con la selección absoluta de España el 22 de mayo de 2008 en Segovia en un partido amistoso ante la República Checa. Ganaron el partido 75 a 57 y anotó 5 puntos. Disputó varios partidos clasificatorios para los Juegos Olímpicos de Pekín 2008 y después la fase final, en la que fueron terceras del grupo B, por detrás de Estados Unidos y China. En los cuartos de final se enfrentaron con Rusia y perdieron por 84-65, siendo finalmente quintas.
Al año siguiente fue convocada para participar en el Campeonato Europeo de Baloncesto Femenino de 2009 celebrado en Letonia. En la primera fase fueron primeras del grupo A con tres victorias, al igual que en la segunda fase. En los cuartos de final eliminaron a Italia por 61 a 42, pero fueron derrotadas nuevamente por Rusia en las semifinales. Finalmente derrotaron a Bielorrusia por 56-63 en el partido por la medalla de bronce. Ese mismo año disputó el Campeonato Europeo Sub-20 disputado en Gdynia, Polonia. En la primera fase fueron primeras de grupo ganando todos sus encuentros. En cuartos de final derrotaron a las anfitrionas por 84 a 55, y en semifinales a Rusia por 67 a 55. La final enfrentó a España con Francia, y fueron derrotadas claramente por 52 a 74.
Al año siguiente disputó el Campeonato Mundial de Baloncesto Femenino de 2010 celebrado en la República Checa. Estuvieron encuadradas en el grupo C, junto a Corea del Sur, Brasil y Mali, siendo finalmente primeras con tres victorias. En la segunda fase, en el grupo F, ganaron sus partidos ante Japón y la República Checa, pero fueron derrotadas ante Rusia por 76-67. En los cuartos de final ganaron a Francia 71-74, pero fueron derrotadas claramente por Estados Unidos, 106-70. En la lucha por el bronce ganaron a Bielorrusia por 68-77.
En 2011 disputó el Campeonato Europeo de Polonia. En la primera fase perdieron un partido ante Montenegro, aunque ganaron a Polonia y Alemania. En la segunda fase ganaron a Letonia, pero perdieron ante Francia y Croacia, siendo eliminadas. En 2012 disputó el Campeonato del Mundo de 3x3 en Atenas junto a Amaya Gastaminza, Cristina Ouviña y Leonor Rodríguez. En la primera fase fueron segundas tras perder contra Rusia por 15-17, pero no pudieron pasar de los cuartos de final tras perder ante República Checa por 12-13.
En 2013, el 30 de junio se proclama campeona de Europa con la Selección tras ganar a Francia, precisamente en su país, la final del Eurobasket de 2013 por un ajustadísimo 70-69.
Entre los días 27 de septiembre hasta el 5 de octubre se celebró en Turquía el Campeonato Mundial de 2014. El domingo 5 de octubre, el conjunto español disputó la final del campeonato en el pabellón Ülker Sports Arena de Estambul ante los Estados Unidos (selección que en 20 años había sumado 81 victorias y una sola derrota). Las norteamericanas lideradas por Maya Moore (16 puntos en los dos primeros cuartos) se fueron al descanso con una ventaja de 20 puntos: 29-48. Finalmente, las españolas reaccionaron quedando el marcador final en 64-77.
En junio de 2015, se disputaba el Eurobasket de Rumanía y Hungría 2015, donde defendían el oro del año anterior. Tras pasar la primera y la segunda fase sin ninguna derrota (siendo las únicas del torneo en lograrlo), disputaron los cuartos de final ante Montenegro ganando por un ajustado 75-74 tras unos minutos finales de infarto, gracias a un 2+1 vital en los últimos segundos de Anna Cruz. Con esa victoria consiguieron también el pase al preolímpico de cara a los Juegos Olímpicos de Río de Janeiro 2016 (que era el primer objetivo de la selección). En semifinales se cruzaron ante Francia que tomó revancha de la final de 2013, ganando por un también apretado 63-58, por lo que las chicas de Mondelo, no pudieron defender su oro. En la lucha por la medalla de bronce, España pasó claramente por encima de Bielorrusia ganando 74-58, subiendo otra vez al pódium y cosechando la tercera medalla consecutiva en los últimos tres campeonato disputados. Se consiguieron los dos objetivos principales de la selección antes de dar comienzo el evento: obtener plaza en el preolímpico y subirse al cajón. Sus números fueron: 8.1 puntos por partido, 1.5 asistencias y 7.2 rebotes.

### Participaciones en Juegos Olímpicos
| Mundial                        | Sede   | Resultado     | Puntos/partido | Rebotes/partido | Asistencias/partido |
| ------------------------------ | ------ | ------------- | -------------- | --------------- | ------------------- |
| Juegos Olímpicos de Pekín 2008 | China  | Quinto puesto | 2,4            | 2,8             | 0,2                 |
| Juegos Olímpicos de Río 2016   | Brasil | Plata         | 7,4            | 7,4             | 2,7                 |

### Participaciones en Campeonatos del Mundo
| Mundial                                                  | Sede            | Resultado      | Puntos/partido | Rebotes/partido |
| -------------------------------------------------------- | --------------- | -------------- | -------------- | --------------- |
| Campeonato mundial de baloncesto sub-19 femenino de 2007 | Eslovaquia      | Cuarto puesto  | 5,6            | 10,3            |
| Campeonato Mundial de Baloncesto Femenino de 2010        | República Checa | Tercer puesto  | 4              | 3,3             |
| Campeonato Mundial de Baloncesto Femenino de 2014        | Turquía         | Segundo puesto | 6,5            | 9,2             |

### Participaciones en Europeos
| Mundial                                                  | Sede              | Resultado     | Puntos/partido | Rebotes/partido |
| -------------------------------------------------------- | ----------------- | ------------- | -------------- | --------------- |
| Campeonato Europeo Sub-16 femenino de baloncesto de 2004 | Italia            | Campeona      | 5,7            | 7               |
| Campeonato Europeo Sub-16 femenino de baloncesto de 2005 | Polonia           | Campeona      | 8,8            | 11,4            |
| Campeonato Europeo Sub-18 femenino de baloncesto de 2006 | España            | Campeona      | 5,0            | 8,1             |
| Campeonato Europeo Sub-18 femenino de baloncesto de 2007 | Serbia            | Subcampeona   | 8,5            | 8,5             |
| Campeonato Europeo de Baloncesto Femenino de 2009        | Letonia           | Tercer puesto | 5,8            | 4,8             |
| Campeonato Europeo Sub-20 de Baloncesto Femenino de 2009 | Polonia           | Subcampeona   | 6,1            | 8,4             |
| Campeonato Europeo de Baloncesto Femenino de 2011        | Polonia           | Segunda fase  | 1,3            | 1,3             |
| Campeonato Europeo de Baloncesto Femenino de 2013        | Francia           | Campeona      | 3,4            | 2,2             |
| Campeonato Europeo de Baloncesto Femenino de 2015        | Rumanía y Hungría | Tercer puesto | 8,1            | 7,2             |
| Campeonato Europeo de Baloncesto Femenino de 2017        | República Checa   | Campeona      | 5,3            | 6,7             |

## Estadísticas

### Clubes
| Club | Div        | Temporada | Liga (1) | Liga (1) | Liga (1) | Copas nacionales(2) | Copas nacionales(2) | Copas nacionales(2) | Competiciones Europeas | Competiciones Europeas | Competiciones Europeas | Total    | Total  | Total   |
| Club | Div        | Temporada | Partidos | Puntos   | Rebotes  | Partidos            | Puntos              | Rebotes             | Partidos               | Puntos                 | Rebotes                | Partidos | Puntos | Rebotes |
| --- | ---------- | --------- | -------- | -------- | -------- | ------------------- | ------------------- | ------------------- | ---------------------- | ---------------------- | ---------------------- | -------- | ------ | ------- |
| AD Amide · España                                                                                         |            |           |          |          |          |                     |                     |                     |                        |                        |                        |          |        |         |
| Cadete | 2002-03    |           |          |          |          |                     |                     |                     |                        |                        |                        |          |        |         |
| Total club                                                                                                |            |           |          |          |          |                     |                     |                     |                        |                        |                        |          |        |         |
| Segle XXI · España                                                                                        |            |           |          |          |          |                     |                     |                     |                        |                        |                        |          |        |         |
| Júnior | 2003-04    |           |          |          |          |                     |                     |                     |                        |                        |                        |          |        |         |
| 2ª | 2004-05    | 20        | 185      | 179      |          |                     |                     |                     |                        |                        | 20                     | 185      | 179    |         |
| 2ª | 2005-06    | 22        | 222      | 267      |          |                     |                     |                     |                        |                        | 22                     | 222      | 267    |         |
| 2ª | 2006-07    | 29        | 305      | 363      |          |                     |                     |                     |                        |                        | 29                     | 305      | 363    |         |
| Total club                                                                                                | Total club | 71        | 712      | 809      |          |                     |                     |                     |                        |                        | 71                     | 712      | 809    |         |
| Real Club Celta Indepo · España                                                                           |            |           |          |          |          |                     |                     |                     |                        |                        |                        |          |        |         |
| 1ª | 2007-08    | 28        | 235      | 219      | 1        | 16                  | 9                   |                     |                        |                        | 29                     | 251      | 228    |         |
| 1ª | 2008-09    | 26        | 187      | 156      | 2        | 10                  | 15                  |                     |                        |                        | 28                     | 197      | 171    |         |
| Total club                                                                                                | Total club | 54        | 422      | 375      | 3        | 26                  | 24                  |                     |                        |                        | 57                     | 448      | 399    |         |
| Hondarribia Irún · España                                                                                 |            |           |          |          |          |                     |                     |                     |                        |                        |                        |          |        |         |
| 1ª | 2009-10    | 25        | 136      | 143      |          |                     |                     |                     |                        |                        | 25                     | 136      | 143    |         |
| Total club                                                                                                | Total club | 25        | 136      | 143      |          |                     |                     |                     |                        |                        | 25                     | 136      | 143    |         |
| Rivas Ecópolis · España                                                                                   |            |           |          |          |          |                     |                     |                     |                        |                        |                        |          |        |         |
| 1ª | 2010-11    | 28        | 96       | 99       | 2        | 17                  | 4                   | 12                  | 51                     | 29                     | 42                     | 164      | 132    |         |
| 1ª | 2011-12    | 27        | 184      | 192      | 2        | 19                  | 19                  | 21                  | 160                    | 136                    | 50                     | 363      | 347    |         |
| 1ª | 2012-13    |           |          |          | 2        | 9                   | 5                   | 11                  | 57                     | 55                     |                        |          |        |         |
| 1ª | 2013-14    |           |          |          |          |                     |                     | 15                  | 210                    | 129                    |                        |          |        |         |
| Total club                                                                                                | Total club |           |          |          |          |                     |                     | 59                  | 478                    | 349                    |                        |          |        |         |
| Kayseri Kaski Turquía                                                                                     |            |           |          |          |          |                     |                     |                     |                        |                        |                        |          |        |         |
| 1ª | 2014-15    |           |          |          |          |                     |                     | 11                  | 71                     | 57                     |                        |          |        |         |
| Total club                                                                                                | Total club |           |          |          |          |                     |                     | 11                  | 71                     | 57                     |                        |          |        |         |
| Wisła Cracovia · Polonia                                                                                  |            |           |          |          |          |                     |                     |                     |                        |                        |                        |          |        |         |
| 1ª | 2015-16    |           |          |          |          |                     |                     | 15                  | 141                    | 107                    |                        |          |        |         |
| Total club                                                                                                | Total club |           |          |          |          |                     |                     | 15                  | 141                    | 107                    |                        |          |        |         |
| Club Baloncesto Avenida · España                                                                          |            |           |          |          |          |                     |                     |                     |                        |                        |                        |          |        |         |
| 1ª | 2017-18    |           |          |          |          |                     |                     |                     |                        |                        |                        |          |        |         |
| Total club                                                                                                |            |           |          |          |          |                     |                     |                     |                        |                        |                        |          |        |         |
| (1) Incluye datos de eliminación directa. (2) Incluye datos de [Copas / Supercopas nacionales (período)]. |            |           |          |          |          |                     |                     |                     |                        |                        |                        |          |        |         |

## Palmarés

### Clubes
Real Club Celta Indepo
- Copa Galicia de Baloncesto ( Galicia): 2008[51][52]

Rivas Ecópolis
- Copa de la Reina ( España): 2011, 2013
- Liga Femenina ( España): 2014

Wisla Can-Pack Kraków
- Liga Polaca ( Polonia): 2016

Perfumerías Avenida
- Supercopa de España ( España): 2017
- Copa de la Reina( España): 2018
- Liga Femenina ( España): 2018

Nadezhda Oremburgo
- EuroCup ( Europa): 2019

### Selección española

#### Absoluta
- Eurobasket 2013 ( Francia)
- Eurobasket 2017 ( República Checa)
- Eurobasket 2019 ( Serbia)
- Mundial 2014 ( Turquía)
- Juegos Olímpicos de 2016 ( Río de Janeiro)
- Eurobasket 2009 ( Letonia)
- Mundial 2010 ( República Checa)
- Eurobasket 2015 ( Hungría– Rumania)
- Mundial 2018 ( España)

#### Categorías inferiores
- Europeo U16 2004 ( Bielsa)
- Europeo U16 2005 ( Poznan)
- Europeo U18 2006 ( Tenerife)
- Europeo U18 2007 ( Novi Sad)
- Europeo U20 2009 ( Gdynia)